# Jetoj
"Jetoj", ibland "Ndjej", är en låt på albanska framförd av sångerskan Aurela Gaçe. Med låten deltog Gaçe i Festivali i Këngës 2001. Vid finalen i december fick hon flest poäng och vann tävlingen för andra gången då hon vann samma tävling år 1999 med låten "S'jam tribu". "Jetoj" skrevs av samma upphovsmän som gjorde "S'jam tribu", Adrian Hila och Jorgo Papingji. 